# 滇西山楂
滇西山楂（学名：Crataegus oresbia）是蔷薇科山楂属的植物，为中国的特有植物。分布在中国大陆的云南等地，生长于海拔2,500米至3,300米的地区，一般生长在光坡灌木丛中，目前尚未由人工引种栽培。